# RPWL
Gli RPWL sono un gruppo rock progressivo tedesco formatosi a Frisinga nel 1997.

## Storia del gruppo
Il nome dalla band proviene dalle prime lettere dei cognomi dei componenti originari della band: Phil Paul Rissettio, Chris Postl, Karlheinz Wallner e Yogi Lang.
Si presentano al pubblico come cover band dei Pink Floyd, ma dopo tre anni cominciano a produrre musica propria.
Il loro album di debutto God Has Failed (2000) fu accolto piuttosto bene dalla critica di settore progressive rock, aggiudicandosi ottime recensioni.
In Trying to Kiss the Sun il sound proprio della band comincia a consolidarsi e prendere il sopravvento sulle influenze Floydiane.
Nel 2003 esce Stock: Tempus Fugit , contenente brani scartati dai due lavori precedenti. In quest'album è anche compresa una cover di Opel di Syd Barrett, e dalle canzoni si possono notare influenze ai classici Genesis, Camel ma anche ad un neo-progressive proprio di gruppi quali Porcupine Tree o Pendragon. Nonostante le influenze il sound della band è piuttosto differente da tutti questi gruppi: sostenuto infatti da semplici ma intense melodie che spesso sfociano in inaspettate venature psichedeliche.
Nel 2005 arriva World Through My Eyes dal quale fu estrapolato il loro primo singolo ufficiale "Roses". Questa canzone oltretutto vanta la partecipazione di Ray Wilson (ex Genesis).
Nello stesso anno esce anche il primo live Live: Start the Fire contenente l'intero concerto al Rockpalast. Il disco vanta nuovamente la partecipazione di Ray Wilson in Roses e in Not About Us, canzone registrata dai Genesis stessi nel 1997 per l'album Calling All Stations.
Nel 2007 esce la raccolta 9, contenente cinque canzoni live precedentemente non pubblicate e quattro inediti. L'anno successivo è invece uscito il quinto album in studio The RPWL Experience.
Nel 2010 arriva il sesto album in studio, una doppia raccolta intitolata The Gentle Art of Music, con alcuni inediti.

## Discografia

### Album in studio
- 2000 – God Has Failed
- 2002 – Trying to Kiss the Sun
- 2003 – Stock
- 2005 – World Through My Eyes
- 2008 – The RPWL Experience
- 2012 – Beyond Man and Time
- 2014 – Wanted
- 2019 – Tales from Outer Space
- 2023 – Crime Scene

### Album dal vivo
- 2005 – Live: Start the Fire

### Raccolte
- 2007 – 9
- 2010 – The Gentle Art of Music

## Videografia

### Album video
- 2013 – A Show Beyond Man and Time